# Allotrichoma stackelbergi
Allotrichoma stackelbergi är en tvåvingeart som beskrevs av Nina Krivosheina och Tadeusz Zatwarnicki 1997. Allotrichoma stackelbergi ingår i släktet Allotrichoma och familjen vattenflugor. Inga underarter finns listade i Catalogue of Life.